# Magnesiumaspartat
Magnesiumaspartat, C8H12MgN2O8, ist das Magnesiumsalz der Asparaginsäure.

## Herstellung
Magnesiumaspartat kann im Labor aus Magnesiumcarbonat und Asparaginsäure hergestellt werden.

## Eigenschaften
Das weiße kristalline Pulver ist nahezu geruchs- und geschmacklos. Es ist gut löslich in Wasser und kristallisiert als Di- oder Tetrahydrat aus.

## Verwendung
Magnesiumaspartat ist als Nahrungsergänzungsmittel in der EU nicht zugelassen. Arzneilich wird es bei Magnesiummangel und dadurch bedingten Störungen der Muskeltätigkeit (z. B. Wadenkrämpfe) eingesetzt.
Bei einer zusätzlichen Magnesiumzufuhr ab 300 mg pro Tag kann es zu Durchfällen und Magen-Darm-Beschwerden kommen.